# فتة
الفتة هي طعام شعبي في بلاد الشام ومصر والسودان والعراق، ويتناولها الصائمون عند الإفطار في شهر رمضان. وكانت من أهم الوجبات الرئيسية في الولائم التي يقيمها الأمراء أيام الدولة العثمانية، من ثم توارثتها الشعوب في تلك الدول بمرور الزمن خصوصا عند توافر اللحوم والأضاحي.

فتة باللحمة - مصر

## أنواع الفتة
للفتة عدة أنواع أشهرها:

### الفتة المصرية
- الأصلية؛ يحمص العيش ويُغمر بالشوربة في طبق كبير عميق، ثم يغطى بالأرز المستوي، ويرش الأرز بقليل من الشوربة. تجهز التقلية على النار بتحمير الثوم المدقوق في الهاون مع مسحوق الكزبرة الجافة في الزبد، ثم يضاف معجون الطماطم وقليل من الماء والخل. ترش التقلية على الأرز، وتوزع قطع اللحم دائريا في الطبق. وهنيئا مريئا.
- الفتة المصرية بالبازلاء؛ وهي كما هو موصوف أعلاه، بالإضافة إلى البازلاء الحلوة المسلوقة لمدة 5 دقائق. حيث تفصل البازلاء عن الماء، وتوضع البازلاء في الطبق الكبير بين طبقة الخبز والأرز. وتجهز التقلية كما ورد أعلاه.
- فتة الموزات المصرية؛ في وعاء يوضع الخبز و4 ملاعق زيت و2 ملعقة من الثوم المفروم، ويقلب جيدًا. ويوضع الخبز في صينية بها قليل من الزبد، ثم ندخلها في الفرن لمدة 15 - 20 دقيقة، حتى تتحمص. وعلى نار متوسطة، يوضع كمية كبيرة من الماء، ويترك حتى يغلي. يضاف الكرفس وورق اللورى والفلفل الحصى والحبهان وقطع البصل، ويترك الخليط يغلي لمدة 10 دقائق. يضاف الموزة، وتترك على نار هادئة حتى تنضج. وعلى نار متوسطة، يسخن قليل من الزيت، ثم يضاف البصل المفروم، ويقلب حتى يذبل. يضاف الأرز و2 ملعقة من الزبد ، ويقلب حتى يذوب الزبد، ثم يضاف الملح ومكعب مرق الدجاج. يضاف 2 كوب من مرق اللحم (الموزة)، ويترك حتى يغلي. يغطا القدر، ثم يترك على نار هادئة حتى ينضج. وعلى نار متوسطة يذوب قليل من الزبد ، ثم يضاف بعض الثوم ويقلب لمدة دقيقتين. يضاف عصير الطماطم وصلصة الطماطم ، ثم يترك يغلي لمدة 20 دقيقة على نار هادئة. يضاف الملح والفلفل الأسود والكمون والخل ويترك حتى يغلي، ثم يرفع من على النار. يشوح الموزة في قليل من الزبد على جميع الجهات، حتى يُصبح لونها بنيًا. يوضع الخبز في صينية بايركس، ثم يرش عليه قليلًا من المرق، ثم يوضع طبقة من الأرز، ثم يصب الصلصة فوق الأرز. واخيرا توضع الموزة على الوجه.

### الفتة السورية
هناك الفتة بالزيت أو الفتة بالسمن أو باللبن أو أنواع أخرى من الفتات التي تشتهر بها مناطق مختلفة من سوريا، والفتة بالزيت من أنواع الفتة المعروفة في سورية تحضر بتقطع الخبز المحمص أو المجفف ونضعه في وعاء زجاجي عميق، نضيف إليه الحمص المسلوق مسبقاً ويجب أن يكون ساخناً مع قليل من الملح ، وتحريك المزيج قليلاً ونضيف الخلطة الخاصة بالفتة والمكونة من { الخطة والليمون والزيت }وتزين بالصنوبر. ويوجد في سورية أنواع من الفتة ومنها : فتة المقادم، وفتة بالسمن العربي، وفتة باللبن، وفتة بالموزات وتتميز دمشق بأنواع عديدة من الفتات السورية الغنية بمكوناتها وطعمها اللذيذ.
- وتشتهر مدينة دمشق بأنواع متعددة من الفتات المعروفة ب الفتة الشامية.فتة حمص سورية

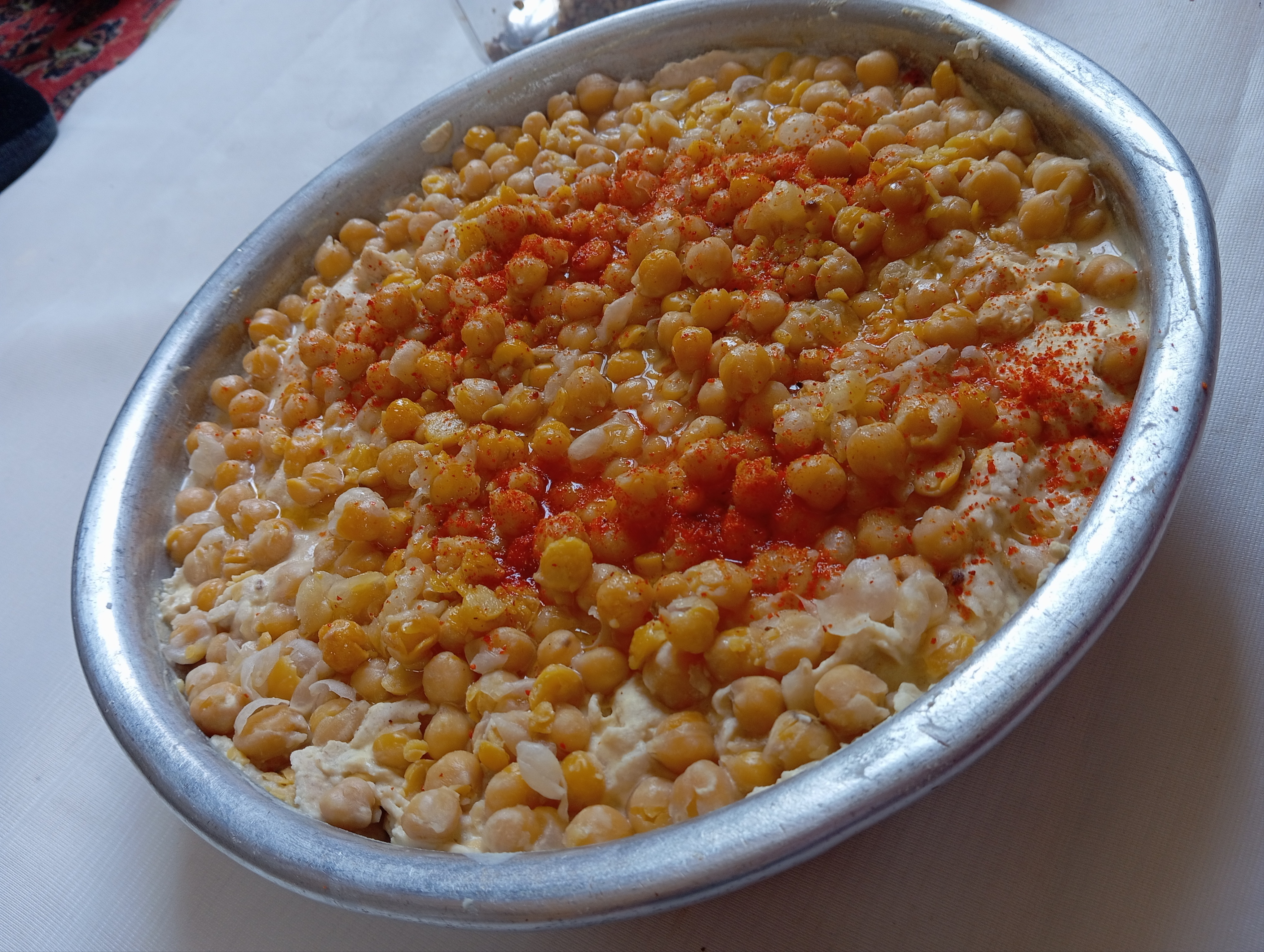
فتة حمص سورية

- فتة الحمص: يُسوى الحمص، ويُفت الخبز بمرق الحمص ويضاف له اللحم المقلي.
- فتة الحمص بالطحينة والزبادي: يُسوى الحمص ويوضع في صحن عميق، ويُقطع الخبز ويوضع فوق الحمص ويسقى بمرق الحمص. بعد ذلك يغطى نصف الطبق اليساري بسلاطة الطحينة والنصف اليميني بسلاطة الزباي، ثم يُضاف له اللحم المقلي، وهنيئا مريئا.
- فتة دجاج: يقلّى الخبز ثم يسلق الدجاج مع البهارات، يقطّع ويوضع فوق الخبز. يخلط اللبن مع الثوم والملح ونضيف هذا الخليط على الوجه.

### الفتة العراقية
وهي الفتة باللحم؛ تقطع أرغفة الخبز (العيش) ويتم تقليته في وعاء على النار مع الزيت إلى أن يصبح صلباً ويابساً، ثم يتم وضعه في وعاء عميق نوعاً ما ويتم إضافة بعض الثوم المجروش وخلطه مع الخبز باستخدام اليد بصورة عشوائية لإعطائه طعم ثومي، ثم يتم وضع طبقة من اللبن الثخين فوق هذه الطبقة، ويتم بعدها أخذ بعض اللحم المثروم الذي يقلى مع الملح والبهارات ومن ثم وضع هذا اللحم المثروم المقلي كطبقة فوق اللبن، وبعد ذلك، يتم جرم (باستخدام السكين) بعض البقدونس ووضعه فوق اللحم، وعندها يتم تقديم الطبق فورياً. يمكن إضافة الباذنجان المقطع المقلي كإحدى الطبقات (أو يتم خلطها مع طبقة الخبز المقلى) أو استبدال اللحم بالباذنجان لكي تصبح الأكلة نباتية.

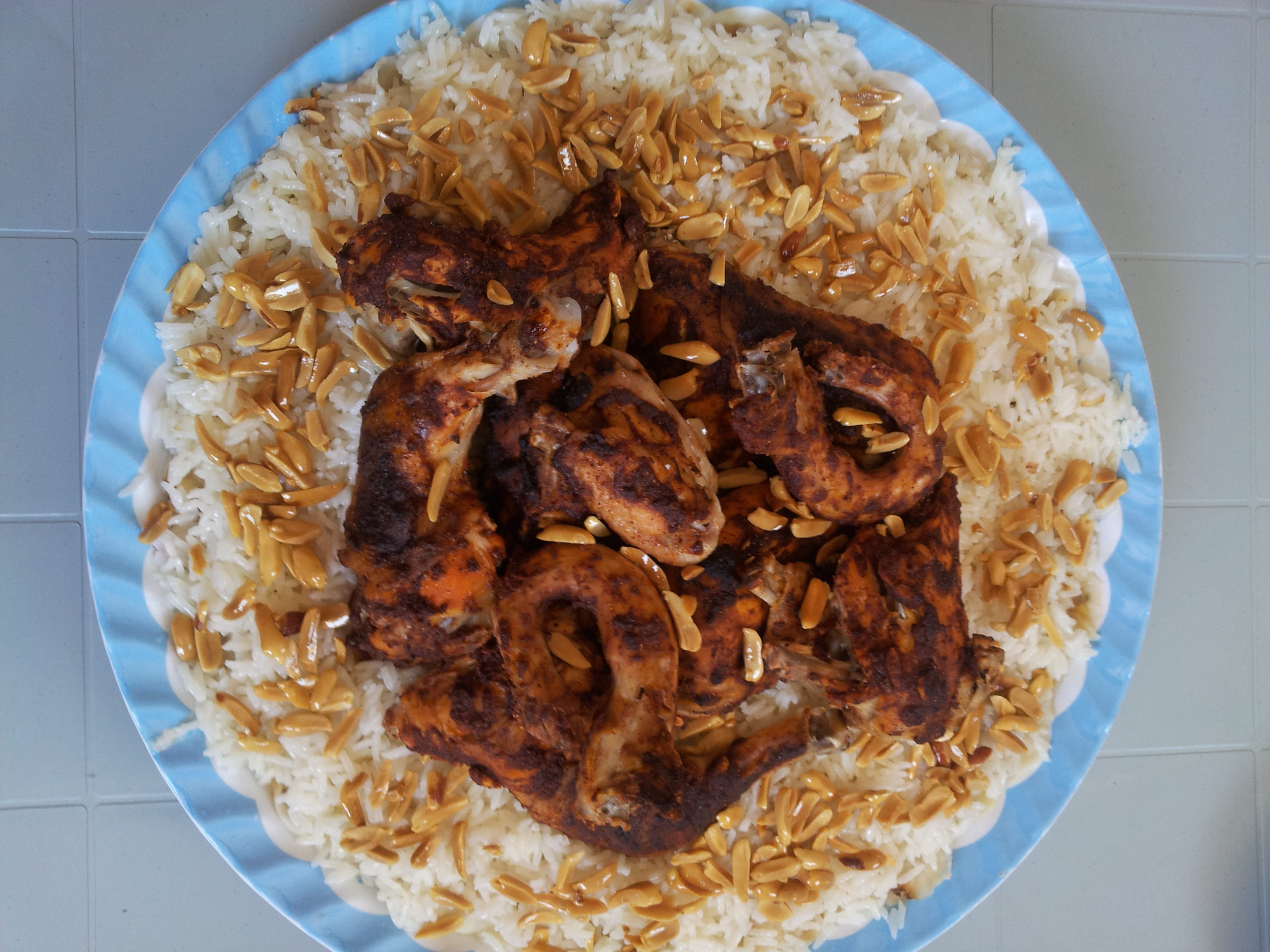
تعتبر الفتة طبق رئيسي على الغذاء في أيام الجمعة بالنسبة لسكان فلسطين

## المعلومات الغذائية
تحضّر الفتة بالحمص باستخدام اللبن، الحمص، الثوم، الكمون، الخبز، الصنوبر والملح. تحتوي وجبة الفتة بالحمص(500غ تقريباً) بحسب موقع شهية، على المعلومات الغذائية التالية:
- السعرات الحرارية: 779
- الدهون: 34
- الدهون المشبعة: 13
- الكوليسترول: 65
- الكاربوهيدرات: 88
- البروتينات: 38